# Selección femenina de baloncesto sub-16 de los Países Bajos
La selección femenina de baloncesto sub-16 de los Países Bajos es un equipo nacional de baloncesto de los Países Bajos, administrado por Basketball Nederland. Representa al país en las competiciones internacionales de baloncesto femenino sub-16.

## Participaciones

### Campeonato Europeo de Baloncesto Femenino Sub-16
| Año  | División A | División B        |
| ---- | ---------- | ----------------- |
| 1976 | 6°         |                   |
| 1978 | 9°         |                   |
| 1982 | 10°        |                   |
| 1984 | 4°         |                   |
| 1985 | 7°         |                   |
| 1989 | 12.º       |                   |
| 1991 | 10°        |                   |
| 2004 |            | 13°/14°           |
| 2005 |            | 11.º              |
| 2006 |            | 14°               |
| 2007 |            | 8°                |
| 2008 |            | 6°                |
| 2009 |            | Medalla de oro    |
| 2010 | 7°         |                   |
| 2011 | 9°         |                   |
| 2012 | 12.º       |                   |
| 2013 | 14°        |                   |
| 2014 |            | Medalla de bronce |
| 2015 | 15°        |                   |
| 2016 |            | Medalla de bronce |
| 2017 | 13°        |                   |
| 2018 | 16.º       |                   |
| 2019 |            | 13°               |

### Campeonato Mundial de Baloncesto Femenino Sub-17
| Año  | Pos. |
| ---- | ---- |
| 2012 | 8°   |